# Polymultipliée Lyonnaise
El Polymultipliée Lyonnaise fue una carrera ciclista francesa que se disputaba en Lyon y sus alrededores. 
Su primera edición tuvo lugar el 19 de septiembre de 1948. El recorrido se compone de un circuito de 12 vueltas y que pasa por el puerto de Verdun. Siempre fue amateur excepto en el 2007 que fue profesional formando parte del UCI Europe Tour, dentro categoría 1.2 (última categoría del profesionalismo).

## Palmarés
Solo la edición 2007 fue profesional:
| Año       | Ganador                | Segundo              | Tercero                |
| --------- | ---------------------- | -------------------- | ---------------------- |
| 1948      | Antonin Rolland        | René Cador           | Georges Martin         |
| 1949      | Pierre Molinéris       | Antonin Rolland      | Marius Bonnet          |
| 1950      | Tino Sabbadini         | Henri Bonnet         | Maurice Joye           |
| 1951      | Siro Bianchi           | Nello Sforacchi      | René Poncet            |
| 1952      | Ugo Anzile             | Pierre Polo          | Maurice Bertrand       |
| 1953      | Jean Forestier         | Armand Darnauguilhem | Marcel Fernández       |
| 1954      | Jean-Pierre Schmitz    | Antonin Rolland      | Henri Bertrand         |
| 1955      | Raymond Poncet         | Adriano Salviatto    | Armand Panigutti       |
| 1956      | Marcel Fernandez       | René Vallat          | Guy Buchaille          |
| 1957      | Philippe Agut          | Marcel Ferri         | Henri Bertrand         |
| 1958      | José Gil Sole          | Gilbert Salvador     | Guy Buchaille          |
| 1959      | Gilbert Salvador       | Bruno Modenese       | Andre Geneste          |
| 1960      | Gilbert Salvador       | José Gil Sole        | Jean Selic             |
| 1961      | Manuel Manzano         | Gilbert Salvador     | Albert Baldasseroni    |
| 1962      | José Gil Sole          | Elie Rascagneres     | Raymond Meysencq       |
| 1963      | Georges Van Coningsloo | Manuel Manzano       | Blaise Gallo           |
| 1964      | Roger Pingeon          | Marcel Ferri         | André Le Dissez        |
| 1965      | Paul Gutty             | Daniel Barjolin      | Henry Guimbard         |
| 1966      | Guy Seyve              | Joseph Novales       | Claude Mattio          |
| 1967      | Paul Gutty             | Bernard Thévenet     | Claude Perrotin        |
| 1967-1994 | No se disputó          |                      |                        |
| 1995      | Marc Thévenin          | Pascal Giguet        | Richard Bintz          |
| 1996      | Benoît Luminet         | Hristo Zaikov        | Thierry Loder          |
| 1997      | Jérôme Laveur-Pedoux   | Pascal Pofilet       | Marc Thévenin          |
| 1998      | Alain Saillour         | Frédéric Morel       | Jean Philippe Thibault |
| 1999      | Guillaume Lejeune      | Milos Pavlovic       | Karl Zoetemelk         |
| 2000      | Marc Thevenin          | Alain Saillour       | Jérôme Chevallier      |
| 2001      | Lucas Cavalli          | Cédric Célarier      | Oleg Joukov            |
| 2002      | Benoît Luminet         | José Medina          | Marc Thévenin          |
| 2003      | Benoît Luminet         | Alexandre Grux       | Tomasz Kaszuba         |
| 2004      | Carl Naibo             | Karl Zoetemelk       | Jean-Christophe Péraud |
| 2005      | Samuel Plouhinec       | Benoît Luminet       | Charles Guilbert       |
| 2006      | Maxime Mederel         | Ludovic Martin       | Paul Brousse           |
| 2007      | Noan Lelarge           | Jean-Eudes Demaret   | Sébastien Duret        |
| 2008      | Mateusz Taciak         | Julien Antomarchi    | Alexandre Roger        |

## Palmarés por países
| País    | Victorias |
| ------- | --------- |
| Francia | 27        |
| España  | 3         |
| Italia  | 2         |
| Bélgica | 1         |
| Polonia | 1         |